# Székelyhidy Ferenc
Székelyhidy Ernő Ferenc (Tövis, 1885. április 4. – Budapest, 1954. június 27.) magyar operaénekes (tenor).

## Élete
Kolozsváron jogot tanult, majd Farkas Ödön növendékeként éneket. 1909-ben lépett fel az Operaházban a Hunyadi László címszerepében. 1945-ig a társulat énekese volt, 1923-tól pedig örökös tagja. 1911-ben és '12-ben kisebb szerepekben fellépett a Bayreuthi Ünnepi Játékokon. 1924. február 16-án az első Kálmán diák volt Poldini Ede Farsangi lakodalmának bemutatóján. 1933 és 1944 között a Zeneakadémián tanított. Legjelesebb tanítványai Kónya Sándor és Delly Rózsi. Hőstenor szerepeket énekelt, de fellépett oratóriumokat is. Felesége a szintén operaénekes Marschalkó Rózsi (1887–1967, mezzoszoprán)
Komoly érdemei vannak a magyar dal- és népdal népszerűsítésében. Kodály Zoltán neki ajánlotta tenorhangra írt dalait. 1923. november 19-én, a Psalmus Hungaricus bemutatóján ő énekelte a mű tenorszólóját.
Sírja – amely a Nemzeti sírkert része – a budapesti Farkasréti temetőben található (21/A parcella, N/A szakasz, 1. sor, 6/7 sír).

## Főbb szerepei
- Ifj. Ábrányi Emil: Paolo és Francesca — Paolo
- Dohnányi Ernő: A vajda tornya — Talabér
- Erkel Ferenc: Hunyadi László — címszerep
- Erkel: Névtelen hősök — Elek
- Gluck–Fuchs: Május királynője — Monsoupir márki
- Hubay Jenő: Anna Karenina — Vronszkij
- Lehár Ferenc: A mosoly országa — Szu-Csong
- Leoncavallo: Bajazzók — Canio
- Mozart: Don Juan — Don Ottavio
- Mozart: Szöktetés a szerájból – Belmonte
- Mozart: A varázsfuvola — Tamino
- Poldini Ede: Farsangi lakodalom — Kálmán diák
- Rossini: A sevillai borbély – Almaviva gróf
- Richard Strauss: Salome — Narraboth
- Verdi: Rigoletto — A mantuai herceg
- Wagner: A bolygó hollandi — Erik
- Wagner: A nürnbergi mesterdalnokok — Walter von Stolzing; Kunz Vogelsang
- Wagner: A Rajna kincse – Froh
- Wagner: Parsifal — címszerep; Első grállovag

## Díjai
- Corvin-koszorú (1930)